# Tricentrogyna nogricosta
Tricentrogyna nogricosta är en fjärilsart som beskrevs av W. Warren 1904. Tricentrogyna nogricosta ingår i släktet Tricentrogyna och familjen mätare. Inga underarter finns listade i Catalogue of Life.